# Microcos impressinervia
Microcos impressinervia är en malvaväxtart som beskrevs av Elmer Drew Merrill. Microcos impressinervia ingår i släktet Microcos och familjen malvaväxter. Inga underarter finns listade i Catalogue of Life.